# Die Verrufenen
Die Verrufenen (Anm.1) ist ein Sozialdrama von Gerhard Lamprecht aus dem Jahr 1925 „nach Erlebnissen“ von Heinrich Zille. (Anm.2) Das Drehbuch verfasste er zusammen mit Luise Heilborn-Körbitz. Es ist einer von drei sogenannten „Milieu“-Filmen des Regisseurs, die man damals, sicher nicht nur aus Respekt vor ihrem Anreger, dem großen Berliner Zeichner und Fotografen, als Zillefilme bezeichnete.
Der Film spielt in Berlin nach dem Ersten Weltkrieg und handelt von zwei Männern, die aus der Haft entlassen werden. Während der eine sofort wieder da als kleiner Gauner weitermacht, wo er vor seiner Zeit im Gefängnis aufgehört hat, und auch von seinem Umfeld wieder angenommen wird, muss sich der zweite, weil er von seiner Familie verstoßen wird, eine neue Existenz aufbauen.
Es ist der einzige Film, in dem Zille selbst auftrat.

## Handlung
Der aus dem Gefängnis entlassene Ingenieur Robert Kramer findet zunächst keinen Halt mehr im bürgerlichen Leben: Seine Verlobte hat ihn verlassen, und sein Vater verstößt ihn, weil er „gesessen“ hat. Als Vorbestrafter findet er keine Arbeit, da man ihm überall mit Misstrauen begegnet. Voller Verzweiflung will er seinem Leben ein Ende machen. Da rettet ihn das Straßenmädchen Emma und nimmt ihn bei sich auf. Als Emma und ihr Bruder Gustav in einen Raubmord geraten und vor der Polizei fliehen müssen, hilft Robert ihnen. Sein Leben nimmt eine gute Wende: Er findet Arbeit und einen Förderer, bekommt sogar eine leitende Stellung in einer Fabrik in Düsseldorf. Als er nach Berlin zurückkehrt, um Emma wiederzusehen, findet er sie sterbend vor und muss Abschied von ihr nehmen.

## Produktion
Die Produktion des Films wurde angeregt und gefördert durch Adolf Heilborn, den Bruder von Lamprechts Mitarbeiterin Luise Heilborn-Körbitz, welcher Arzt, Schriftsteller und ein persönlicher Freund von Heinrich Zille war. Während Erich Pommer von der „Decla“ und die Produzenten bei der „Gloria“ den Gegenstand für unpopulär hielten und zögerten, ihn aufzugreifen, fand Lamprecht einen Verbündeten in Franz Vogel, den er von der Eiko-Film her kannte und der 1925 Produzent bei der National-Film A.G. war. Die Produktion bei der National-Film A.G. leitete Ernst Körner.
Die Filmbauten stammen von Otto Moldenhauer. An der Kamera stand Karl Hasselmann. Der Film entstand im Atelier „Terra-Glashaus“, Marienfelde, Berlin-Tempelhof und lag der Zensur am 20. Juli 1925 zur Prüfung vor. Seine Uraufführung fand am 28. August 1925 im Tauentzien-Palast und zeitgleich im Union-Theater Turmstraße statt. Laut Zglinicki war es „eine der rauschendsten Premieren, die Berlin erlebte“. Die Uraufführungsmusik im Tauentzien-Palast dirigierte Giuseppe Becce.
Nach Amerika kam der Film erst zwei Jahre später, am 25. Januar 1927; dort hieß er „Slums of Berlin“. Der Film hatte auch im Ausland großen Erfolg. Er wurde auch in Frankreich, Spanien, Finnland und Japan gezeigt.

## Rezeption
In Hans Ostwalds Zille-Biographie äußert sich Heinrich Zille mit eigenen Worten zu Lamprechts Film „Der fünfte Stand“: „Eines Tages holte mich mein Freund Dr. Heilborn ab, um die Aufnahmen, die nach meinen Bildern und mündlichen Erklärungen so sorgfältig gedreht wurden, in Augenschein zu nehmen. Ich sah mit Staunen, wie ein Mann, der nicht Maler ist und nicht Zeichner, doch mit der Photographie so kunstvoll zeichnet und malt. Wie ein Kind freute ich mich, wie gut Lamprecht meine gezeichneten Bilder verstanden hatte…“.

„Heute hat nicht der in tausend guten und noch viel mehr schlechten Filmen abgebrühte Kritiker das Wort, sondern der bis ins tiefste Herz ergriffene Mensch. Ich schäme mich nicht, zu gestehen, daß mir sehr oft die blanken Tränen aus den Augen gelaufen sind. Dieser Film ist eine soziale Tat geboren aus wahrhaft christlichem Empfinden und aus einer Liebe zu den Ärmsten der Armen, wie sie der Kenner, der in Heinrich Zilles Bildern tiefer zu sehen verstand, als die lustige Oberfläche andeutete, schon lange sehen durfte. Überaus treffend ist, was Max Liebermann, Zilles großer Malerkollege, über diesen berlinischsten Künstler geschrieben hat: „Tausend und Abertausende werden achtlos, und wenn Sie darauf achteten, sogar mit Abscheu an die Szenen, die Sie schildern, vorübergehen, wenn Sie ihnen im Leben begegneten. Sie aber werden von einem Teil bewegt. Das große Mitleid regt sich in Ihnen und Sie beeilen sich, darüber zu lachen, um nicht gezwungen zu sein, darüber zu weinen. Wir spüren die Tränen hinter Ihrem Lachen.“ – Dieses wundervolle Werk ist mir für einen telephonischen Bericht und für den knappen Raum, der dafür zur Verfügung steht, zu schade. Auf alle Einzelleistungen – und die waren herrlich – muß noch näher eingegangen werden. Heute sei nur konstatiert, daß nicht endenwollender Beifall aus bewegten Herzen den Meister und seine treuen Helfer immer wieder belohnten. Der National-Film konnte sich mit den ersten Taten seiner neuen Direktion nicht besser einführen, als durch diese Leistung, von der nicht nur die Filmwelt noch lange Zeit sprechen wird.“

Lamprecht konstatiert wachsende Amerika-Müdigkeit des deutschen Kinopublikums, die er darin begründet sieht, „dass bei uns gerade die menschlich-wahren, durch Kinohaftigkeit nicht verkitschten Stoffe starken Erfolg haben“ (Film-Kurier, 25. September 1926)
Dem Film „Die Verrufenen“ (1925), Lamprechts Blick in die Elendsviertel der Ärmsten, in die Hinterhöfe, Lumpenkeller und Obdachlosenasyle nach den Aufzeichnungen des Berliner Malers Heinrich Zille – den ein Berlin-folkloristisches Milieukino mitleidvoll apolitisch ebenso für sich beanspruchte wie der proletarische Film […] – wurde nach seiner Premiere 1925 im eleganten Berliner Westen vom sozialdemokratischen „Vorwärts“ die „Bedeutung eines Evangeliums“ zugeschrieben: „Das alles sind Menschen wie du, Menschen, die wirklich leben, unter diesen Verhältnissen leben; Kinder werden hier groß, in ‚Wohnungen‘, die so nass sind, dass junge Katzen darin krepieren …“.
Leider wurde das „Milieu“, das Lamprecht und Zille mit „spürbarer Redlichkeit der Absicht“ (Dahlke/Karl) behandelt hatten, von geschäftstüchtigen Nachahmern rasch schamlos vermarktet, (Anm.3) welche die Bezeichnung „Zillefilm“ zum fragwürdigen Prädikat werden ließen. (Anm.4)

## Wiederveröffentlichung
- Doppel-DVD Gerhard Lamprecht DIE VERRUFENEN (DER FÜNFTE STAND) & DIE UNEHELICHEN. Herausgegeben von der Deutschen Kinemathek. DVD-Authoring: Ralph Schermbach. DVD-Supervision: Annette Groschke. Musikbegleitung: Donald Sosin. Mit Booklet (16 Seiten, dreisprachig). Berlin 2012[16]